# Кашина Боско (Бергамо)
Кашина Боско је насеље у Италији у округу Бергамо, региону Ломбардија.
Према процени из 2011. у насељу је живело 24 становника. Насеље се налази на надморској висини од 129 м.